# Let There Be Love (canción de Christina Aguilera)
«Let There Be Love» es una canción pop, dance-pop y electrónica interpretada por la cantante estadounidense Christina Aguilera, para su quinto álbum de estudio Lotus. La canción fue escrita por Max Martin, Shellback, Savan Kotecha, Bonnie McKee, Oliver Goldstein, Oscar Holter & Jakke Erixson, y producida por Shellback y Max Martin. Este último es considerado como uno de los productores más prestigiosos de la industria de la música.
«Let There Be Love» obtuvo críticas positivas de los críticos de música llamándolo "fresco y divertido", además de argumentar que era mejor esta canción para sencillo principal del álbum Lotus que la canción «Your Body» (sencillo principal). Por otra parte, hubo una crítica especial de parte de la revista Billboard que comparó la canción con las canciones de Usher «DJ Got Us Fallin' in Love» y «Scream», ambos de los cuales fueron producidos por Max Martin (mismo que escribió «Let There Be Love»),
El día del lanzamiento del álbum inmediatamente la canción logró entrar al top 100 de iTunes, gracias a esto «Let There Be Love» debutó en la lista Gaon Chart de Corea del Sur en el número 92 debido a las ventas de descargas digitales de 2 945. En los Estados Unidos, la canción alcanzó el número 1 en la lista Billboard Hot Dance Club Play, convirtiéndose en la canción más tocada en las discotecas de dicho país. Además al estar en la cima de dicha lista Aguilera logró tener siete canciones en dicho puesto, su última canción en el primer puesto fue en diciembre de 2012 con «Your Body» proveniente del mismo álbum.
Aguilera se presentó en los American Music Awards 2012 presentada por Gloria Estefan para interpretar «Lotus intro», «Army of Me» y «Let There Be Love». La cadena televisiva y de música MTV señaló el acto de Aguilera como el mejor de la noche. El 20 de noviembre de mismo año Aguilera se presentó en The Voice (tercera temporada) —donde era la juez principal del mismo— cantando «Let There Be Love» junto con su equipo de The Voice llamados #TeamXtina.
Luego de una carta abrumadora de Aguilera para sus fanáticos una noche de 28 de agosto de 2013, al día siguiente Christina Aguilera estreno un vídeo musical para la canción donde aparecen varias personalidades del espectáculo como la hija del famoso Lionel Richie, Nicole Richie (personalidad de televisión y amiga intima de Christina Aguilera), también se puede observar a Chris Mann y Christina Milian. Varios críticos de música alabaron el trabajo de Christina Aguilera que realizó en el videoclip con la comunidad LGBT comparándolo con el vídeo musical de "Beautiful" (2002).

## Antecedentes

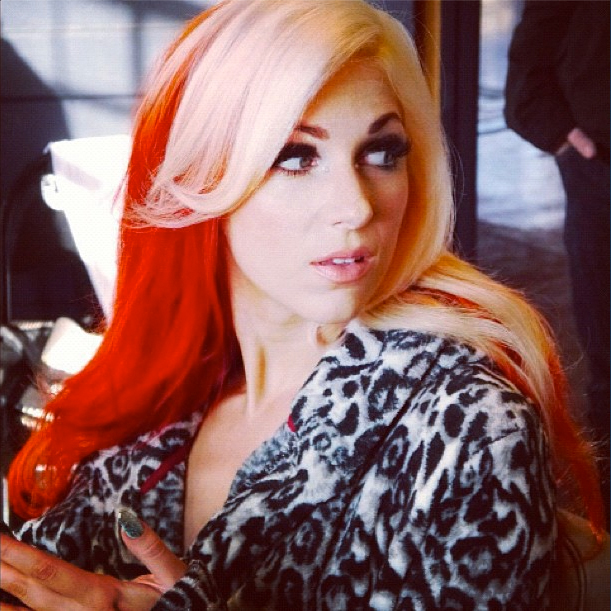
Bonnie McKee (imagen) quien ayudó a coescribir la canción.

Después de su cuarto álbum de estudio Bionic (2010), Aguilera se divorció de su esposo Jordan Bratman, protagonizó su primer largometraje titulado Burlesque y grabó la banda sonora de la misma, se convirtió en entrenador en The Voice y colaboró con Maroon 5 en la canción «Moves like Jagger» (2011) que pasó cuatro semanas en el número 1 en los Estados Unidos de la lista Billboard Hot 100 y vendió 5,9 millones de copias en dicho país, según Nielsen SoundScan. Después de estos hechos, anunció planes para grabar un nuevo álbum, declarando que la calidad es más importante que la cantidad y que ella quería encontrar "personales" canciones.
El nombre de la canción «Let There Be Love» se dio a conocer a través de la cuenta de Facebook de Christina, misma que publicó el Track List del álbum. El 6 de noviembre, Aguilera subió a su cuenta de VEVO en YouTube el audio de la canción, debido a que días antes se había filtrado el álbum, cuando finalmente el álbum salió oficialmente a la venta el 13 de noviembre del 2012, rápidamente la canción «Let There Be Love» entró a la lista de las canciones más vendidas de iTunes en varios países entre ellos el de Estados Unidos, junto con otras del álbum, cabe destacar que la que tuvo mejor recepción con la publicación del álbum fue la canción «Just a Fool».

## Composición
Unos de los escritores y escritores destacados de la canción es», Max Martin que ya había trabajado anteriormente con Aguilera en el primer sencillo del álbum Your Body. El total de los escritores de la canción son Max Martin, Shellback, Kotecha, Amber, mientras quienes produjeron la canción fueron los dos primeros. Aguilera explicó que ella y Max Martin se había conocido al principio de su carrera, pero nunca habían trabajado juntos. Sin embargo, Aguilera consideró que era el momento adecuado para trabajar juntos, diciendo:

Definitivamente yo no voy por el camino correcto y estrecho, y usted sabe, yo definitivamente experimento un poco para colaborar. Y así, creo que me ha llevado tanto tiempo para trabajar juntos (con Max). Pero cuando yo salía era en una época en que tuvimos la enorme explosión del pop, y él era todo sobre la radio y yo sólo quería trabajar con otros como Linda Perry y hacer una explosión como «Beautiful» y canciones así. Hemos construido un nivel de respeto por los demás. Él (Max Martin) me dio la libertad de cantar realmente en esas canciones, y tener un poco más de libertad creativa, porque he oído que es un purista de la melodía y la melodía de un rey y tenía miedo, yo estaba como 'Oh, Dios mío! No voy a ser capaz de colaborar aquí. Pero no podía haber sido más grande, y esta es una canción muy divertida, super genial. Es probablemente la canción más bailable en mi disco, pero se llama «Let There Be Love», pero es libre y representativa de lo que este álbum se trata.
Christina Aguilera.

«Let There Be Love» combina una multitud de géneros, incluyendo dance, dance-pop, electrónica, dance-electrónica, euro-dance y trance (canción de música inspirada). El instrumento consiste en "un golpe de propulsión y sintetizadores masticables", así como "tambores ruidosos" y la electrónica "abrumadora". De acuerdo con Kitty Imperio para The Guardian, la canción "tan exhaustivas como pop club consigue", sino "resuena efectiva". Andrew Hampp de Billboard comparó la canción con las canciones de Usher «DJ Got Us Fallin' in Love» y «Scream», ambos de los cuales fueron producidos por Max Martin, también señaló que Aguilera era probablemente consciente de que «Let There Be Love» y su melodía al descubierto fueron semejanzas a las canciones, que muy probablemente le llevó a pasar "el último minuto llorando en todo el lugar ".

## Recepción

### Crítica

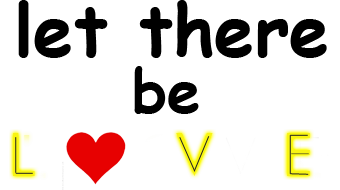
Varios fanáticos de la cantante subieron sus redes sociales la propia versión del cartel (parecido a la imagen) que Aguilera usó en el videoclip de la canción.

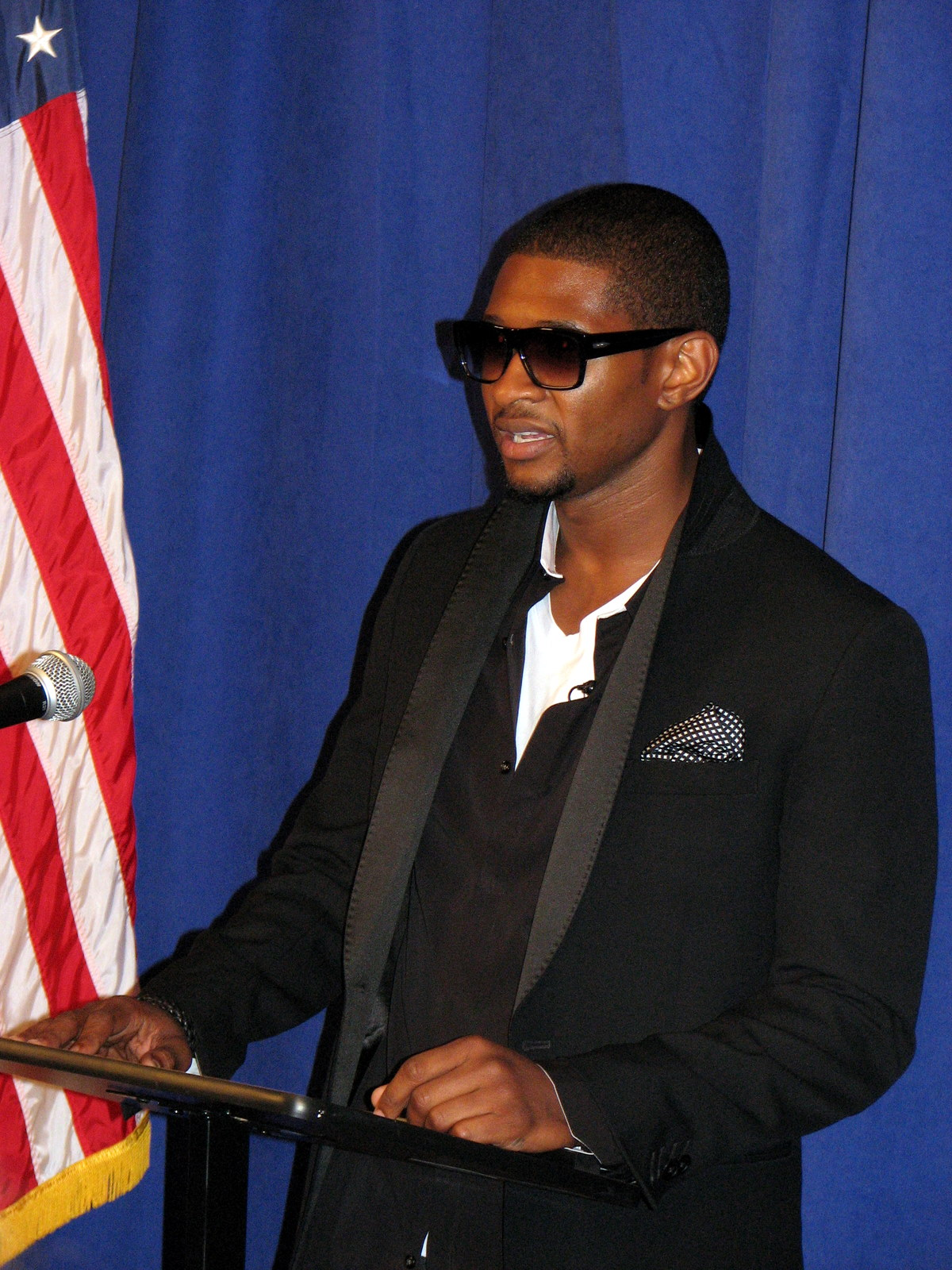
«Let There Be Love» recibió una comparación de las canciones grabadas por Usher, «DJ Got Us Fallin' in Love» y «Scream», ambos de los cuales fueron producidos por Max Martin.

«Let There Be Love» obtuvo críticas positivas de los críticos de música. Stephen Thomas Erlewine de AllMusic elogió enfoque de Aguilera en la canción, escribiendo que suena "cómodo" y "fresco", mientras que Andrew Hampp para Billboard escribió que es una canción del club amable, pero no muestra mucha personalidad. Chris Younie para 4Music escribió que es obvio a partir de las "puñaladas iniciales del sintetizador" que «Let There Be Love» resonará, y el continuó escribir que Aguilera había logrado crear un "himno dance" sin la ayuda de Calvin Harris. Andrew Hampp de Billboard comparó la canción con las canciones de Usher «DJ Got Us Fallin' in Love» y «Scream», ambos de los cuales fueron producidos por Max Martin, también señaló que Aguilera era probablemente consciente de que «Let There Be Love» y su melodía al descubierto fueron semejanzas a las canciones, que muy probablemente le llevó a pasar "el último minuto llorando en todo el lugar ". Mesfin Fekadu para The Huffington Post pensaba que la producción de Martin con «Let There Be Love» fue superior a «Your Body», citándolo como "típico", pero con posibilidades de éxito en la radio. Jim Farber de New York Daily News elogió la canción, escribiendo que "funciona como un primer disco himno-diva".
Christina Garibaldi para MTV News elogió el escribió la canción como temaso, y escribió "golpe fuerte" y "letras sensuales" eran perfectos para la gente a bailar en clubes nocturnos. Jenna Hally Rubenstein para MTV Buzzworthy escribió que es fácil llegar a ser adicto a la escucha de «Let There Be Love», y que la voz de Aguilera "prevalece por encima del ruido". Tanto Sam Lanksy y Mike Wass para Idolator críticaron a «Let There Be Love»: Lanksy escribió que la canción tenía potencial para ser un "hit monstruo", y felicitó a Aguilera por no más de cantar la canción, que él describió como "épico" y Wass se hizo eco de lo que había escrito Lanksy, coincidiendo que la canción podría convertirse en un éxito comercial y que debería ser una sola, también elogió su desempeño vocal, escribiendo que la producción sirve como el "destino perfecto" para sus "tuberías de casa de máquinas". Michael Gallucci para Popcrush pensó que la canción no era tan bueno como "Tu Cuerpo "y describió la colaboración entre Aguilera y Martin como "pop típico". Sin embargo, criticó el desempeño vocal Aguilera afirmando que su "gran voz fue diseñado para elevarse sobre ritmos monstruosos como este". Slant de la Revista Cinquemani consideró que «Let There Be Love» habría sido una opción mejor ventaja única de «Your Body», como ella sentía que habría garantizado un retorno Aguilera mayor. Cinquemani describió la canción como "una híbrido virtual de bangers del club recientes de Rihanna, Britney Spears, Katy Perry y Kesha". Robert Copsey para Digital Spy pensó que la debilidad de la canción es también su fuerza, y lo describió como "un raventon masivo de club que es en última instancia, de usar y tirar, pero de la mejor manera posible", también escribió que era su canción favorita del álbum en la primera vez que la escucho, pero que probablemente caería su lista después de varios meses de juego. Melissa Maerz para Entertainment Weekly ha encontrado el "rebote de la paz ondea bandera" letras de canciones de la canción contradictorios y difíciles de comprender debido a "una bonus track llamado 'Shut Up' que invita a los que odian a 'chupar mi [Dick].

### Comercial

Pese a no contar con promoción, «Let There Be Love» logró entrar a la lista de las canciones más sonadas de las discotecas de Estados Unidos, lista que contabiliza la revista Billboard.

Tras el lanzamiento de Lotus, «Let There Be Love» logró entrar a las listas de iTunes en países como Estados Unidos, Canadá, entre otros. Pese a esto, debutó en la lista Gaon Chart de Corea del Sur en el número 92 en la semana del 11 hasta 17 de noviembre de 2012, debido a las ventas de descargas digitales de 2 945.
En los Estados Unidos, la canción debutó en el número 44 en el Billboard Hot Dance Club Play, al mismo tiempo otra canción de Aguilera titulada «Feel This Moment» colaboración de Pitbull debutó al mismo tiempo en dicha lista. Al estar seis semanas en la lista, «Let There Be Love» se colocó en el número 21 en la edición 6 de abril. La semana siguiente, en la edición de 16 de abril, subió al top 20 en el número 18, siendo su séptima semana en la lista y arrebatándole el puesto a «Feel This Moment» el cual había alcanzado el punto máximo en dicha lista para ese entonces. En la edición de 20 de abril de 2013, la canción alcanzó el puesto número 9, convirtiéndose en top diez consecutivo para Aguilera desde «Your Body» (2012). En la novena semana al estar en la lista subió al puesto número 7, en la edición 27 de abril de 2013. En la décima semana subió a la posición número 5. La semana siguiente (en la undécima semana) subió un puesto al número 4. A la semana siguiente (duodécima) subió un puesto más hasta el número 3. En la edición 25 de mayo subió al número 2. En la siguiente edición 1 de junio logró el puesto número 1 de dicha lista. Al lograr dicho puesto la canción se sumó el séptimo número 1 para Aguilera en dicha lista junto con «Beautiful», «Ain't No Other Man», «Hurt», «Not Myself Tonight», «You Lost Me», «Your Body» y para este entonces «Let There Be Love». Cabe señalar que al mismo tiempo que «Let There Be Love» lideraba la lista Dance/Club Play Songs otras canciones de Aguilera como «Feel This Moment» y «Hoy tengo ganas de ti» se encontraban en algunas listas de la revista Billboard, misma que contabiliza la de Dance/Club Play Songs.
Después de que la canción de Christina Aguilera lograra el puesto número #1 en la lista Billboard Hot Dance Club Play publicó en las redes sociales oficiales de la misma que "es genial ver #LetThereBeLove RISE UP (elavándose) al #1! xo". Además varios DJs —mismos que reprodujeron en las discotecas de Estados Unidos—, sitios web y los mismos seguidores de Aguilera pidieron que «Let There Be Love» debía de ser sencillo oficial del álbum.
Con el lanzamiento del videoclip la canción logró entrar a la lista Ultratip Singles de Bélgica (Flandes) ubicándose en el número 5 estando seis semanas en la lista. Además de ubicarse en el número 22 de las canciones más bailadas del país.

## Videoclip

### Antecedentes y carta a los fanes
| Después de que RCA Records (disquera de Aguilera) no quisiera promocionar el álbum después del primer sencillo, Aguilera realizó un videoclip casero hecho por ella misma para sus fanáticos. Agregando que el videoclip era solo para ellos (fans). |

Meses después de haber pasado todo el éxito que pudo tener la canción "Let There Be Love" en la lista Billboard Hot Dance Club Play de los Estados Unidos, y después de que RCA Records (disquera de Aguilera) abandonara la promoción del álbum. Tras el suceso, una noche de 28 de agosto de 2013, Christina Aguilera dependiente subió paralelamente a su cuenta de Facebook y Twitter una carta dedicada a sus fanáticos. Poniendo como título "From my heart to yours… #LetThereBeLove" (en español: Desde mi corazón para ustedes... #DejaQueHayaAmor". Es una carta bastante larga que habla de las dificultades que se pueden presentar en la vida y como superarlas. Además de brindarle su apoyo condicionalmente mutuamente (entre ella (Aguilera) y sus fanes) y agregó que "Estoy disfrutando mi vida ahora mucho más que antes" y "Gracias por llenar mi alma con melodía y canción… letras y amor… y por darme un lugar seguro en donde me siento apoyada por ser lo suficientemente valiente para desnudar mi alma, y hacerlo desde un lugar honesto y genuino". Asimismo comentó de como hay cantantes comerciales que abundan en la música actual "Es fácil, con el tiempo, dejarse atrapar por el "aspecto comercial" de todo y es triste que a veces olvidemos el verdadero propósito y naturaleza de la misma, para empezar. La música un artista de verdad no pueden ser definidos por los "charts", o por una reseña o por los premios que ganan. Así que no se desanimen ni se rindan si ese tipo de cosas no suceden. Es bueno cuidar, pero siendo recompensado por cosas materiales, eso no es por lo que sigo en este negocio" agregó Christina Aguilera, y con esto dio entender la mala racha por la que estaba pasando actualmente en la música —excluyendo los éxitos de colaboración como "Moves like Jagger" con el grupo Maroon 5, "Feel This Moment" con el cubano Pitbull y "Hoy tengo ganas de ti" con el cantante mexicano Alejandro Fernández—. Por otra parte, con el paso de la carta se va hablando de lo bueno que es intentarlo y así lograr lo deseado y no solo quedarse con las ganas. En varias ocasiones Christina deja en claro que se "es único" citando en un párrafo la famosa frase "Somos muy hermosos. No importa lo que digan" de su legendaria canción de 2002, "Beautiful". Una nota adicional al final de la carta que dejó Aguilera fue:

El espejo en frente del odio, es siempre un reflejo feo de uno mismo interno.
Es una proyección que proviene de un lugar de los propios problemas consigo mismos.
Pero esa no es nuestra lucha. Otros tienen que darse cuenta de eso por su cuenta. No es asunto nuestro meternos con sus defectos.
Christina Aguilera.

### Publicación y trama
Después de una conmovedora carta que según fanáticos de la cantante se manifestaron en Twitter los había hecho llorar. Al día siguiente de tal publicación, el 29 de agosto del mismo año, Christina publicó en las redes sociales una frase "…and another thing… This one is just for you:) #LetThereBeLove" (en español:...Y una última cosa... Esto es solo para ustedes:) #DejaQueHayaAmor") adjuntando el vídeo musical casero —ya que RCA Records (disquera de Aguilera) se negara promocionar el álbum de la misma—. Inmediatamente los fanáticos de Christina Aguilera se manifestaron en dicha redes sociales lo sorprendidos que estaban tras la noticia. Después de unos minutos se hizo tendencia global el título de la canción.
El vídeo musical se grabó en Los Ángeles, California, con un estilo DIY. Se publicó en el sitio oficial en YouTube de Aguilera, pero no en VEVO, por lo mismo antes mencionado sobre RCA Records (disquera de Aguilera) se negara promocionar el álbum, con eso Christina Aguilera se vio obligada hacer un vídeo musical casero exclusivo para sus fanes.

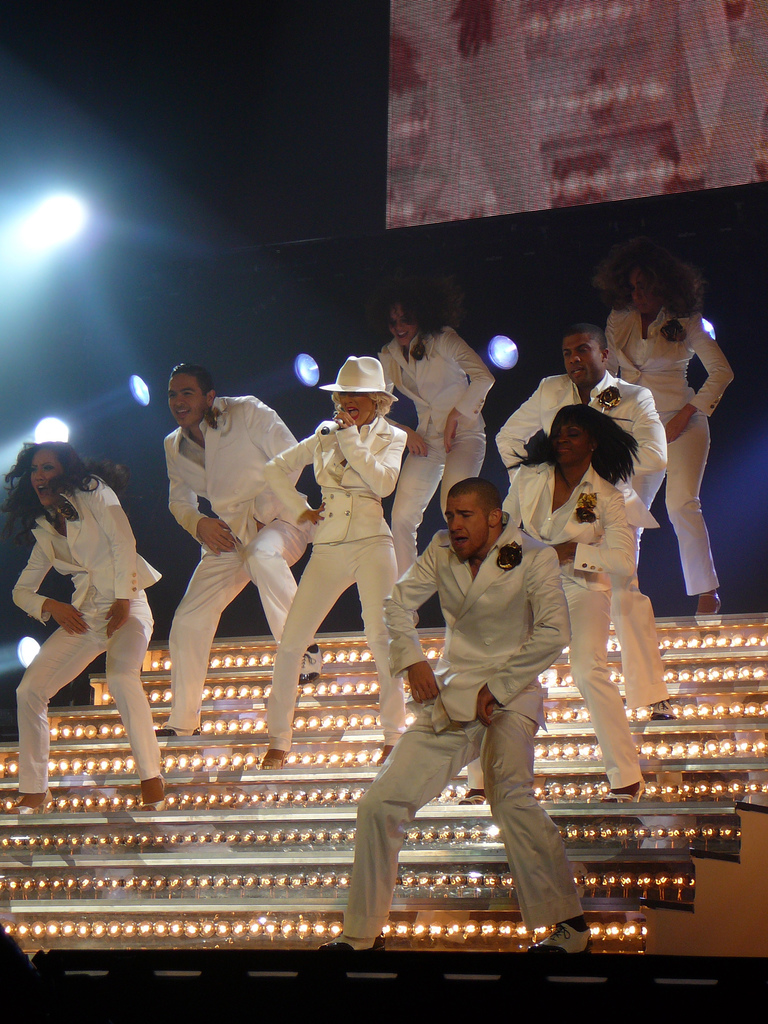
Christina Aguilera con sus bailarines, mismo que protagonizan el vídeo musical. En el cual trasmiten alegría y diversión.

El vídeo empieza con unos tuits de sus fanes hacia Aguilera citando su presentación en la gana Time 100 (donde fue honrada como unas de las personalidades destacada del año), también citando el logro que había tenido la canción en el chart de la revista estadounidense Billboard, Hot Dance Club Play. Luego con un close-up hacia Christina Aguilera, donde se encuentra con una platica breve con la cámara con vista hacia la playa donde dice "Hola a todos, Chrisitina está aquí, sólo agradeciendo mucho a los chicos por llenar mi vida y mi corazón con el mucho amor continuó a lo largo de los años... De pie junto a mí, agradezco todo su apoyo, esto es solo para ustedes". Después se van a otras escenas donde se ven a niños, jóvenes, adultos y ancianos demostrando amor haciendo el lema del vídeo "Let There Be Love" (en español: Deja que haya amor). Por otro lado también se ven escenas de parejas del mismo sexo. Asimismo, todos se ve bromeando con otro amigo, y asimismo sosteniendo carteles con mensajes positivos, tales como "No juzgues", "igualdad", "El racismo es una mierda", "Aceptate". Una escena particular de una madre con un letrero en español con la frase "Amo a mi hijo gay". Por otro lado se ve a Christina siendo maquillada y mostrando trajes de baño provocativos que sería un photoshoot para la revista para caballeros Maxim en una edición futura. Las escenas caseras donde se ve a Christina Aguilera son momentos recientes que ha vivido la cantante estadounidense en los últimas semanas, lo cual quería trasmitirlo, según la carta enviada a sus fanes previamente antes del estrenó del videoclip —la cual en un párrafo decía que se encontraba muy feliz en estos últimos días—.
En el vídeo musical casero se ven varias personalidades del espectáculo y amigos muy intimos de Christina Aguilera haciendo señales con los dedos de forma de "L" (simulando la "L" de "Love") como la hija del famoso Lionel Richie, Nicole Richie (modelo, personalidad de televisión y amiga intima de Christina Aguilera), también se puede observar a Chris Mann y Christina Milian. Al igual que el pequeño hijo de Aguilera, Max Liron que "con entusiasmo" muestra sus dotes de baile en una escena. También los bailarines (amigos) de la cantante —que protagonizan la mayor parte del vídeo— que la han acompañado a las giras Christina Aguilera: In Concert Tour, Stripped World Tour y la última Back to Basics Tour. A como va avanzando el vídeo van apareciendo carteles contra la discriminación, racismo, entre otros aspectos. Además de ver coreografías ya sean de profesionales o de niños pequeños "jugando", mientras Aguilera va entonando la canción en algunas escenas.
El 18 de septiembre del mismo año, Aguilera compartió desde sus redes sociales una versión distinta al videoclip de "Let There Be Love" —"Let There Be Love (Thailand Fanclub Version)"— hecha por los fanáticos de la cantante del país Tailandia. El videoclip cuenta con la misma temática al vídeo original del autoestima, respeto e igualdad, y además de incluir escenas de ellos (fanáticos) se incluyen escenas del videoclip original (solo donde aparece la cantante).

### Crítica

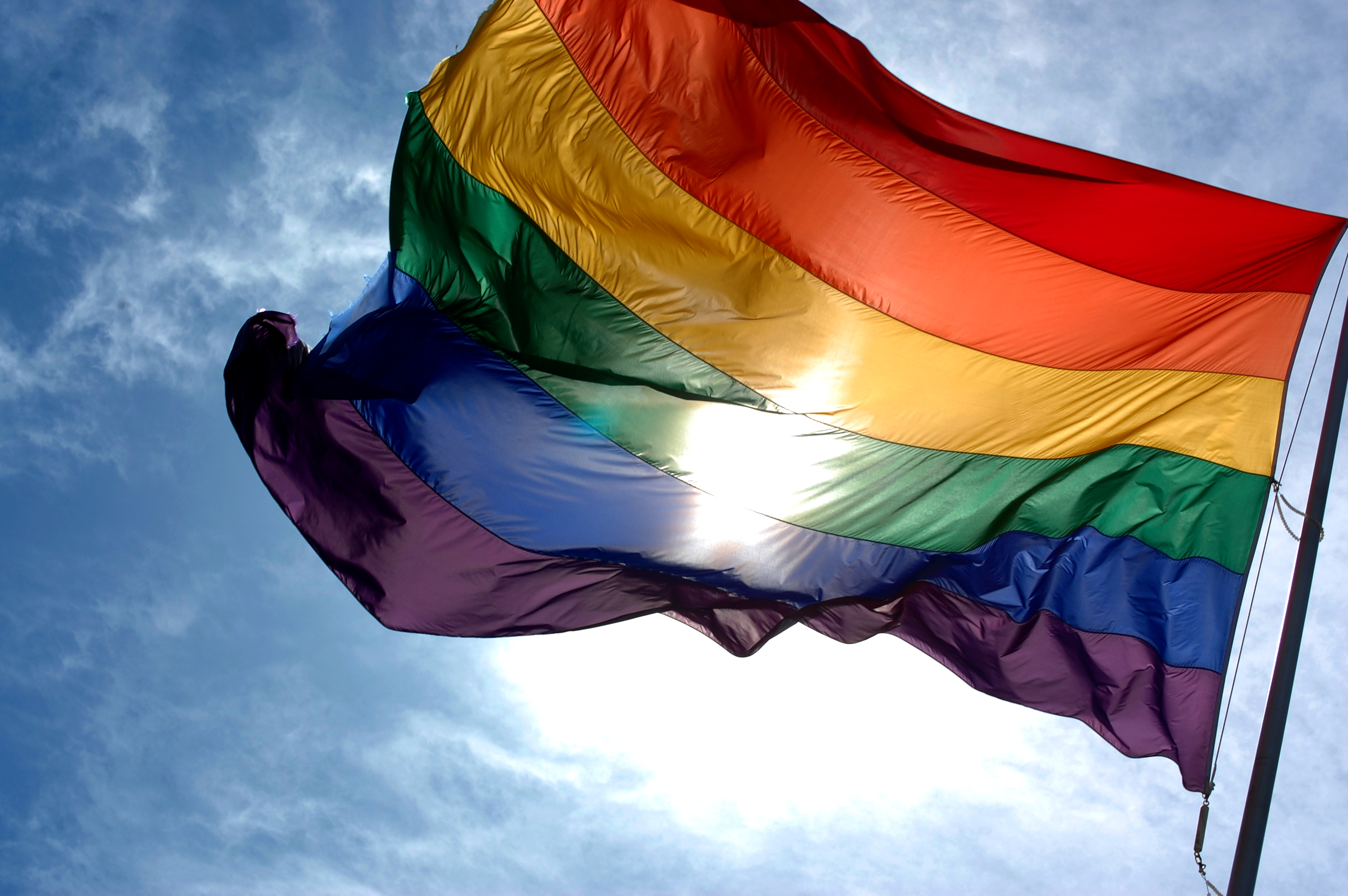
Varios críticos de música alabaron el trabajo de Christina Aguilera con la comunidad LGBT comparándolo con el vídeo musical de "Beautiful" (2002).

El vídeo musical de "Let There Be Love" obtuvo la aclamación de los medios de comunicación por su sencillez. Según Sam Lansky para Idolator, el mensaje del vídeo es un "conmovedor y completamente inexplicable, carta a sus fanes dándoles las gracias por su amor eterno". Lily Harrison de E! Online etiquetó "nada menos que adorable". Escribiendo para el Daily Mail, George Stark comentó que tal vez el clip "puede disfrutar de una nueva vida". John Walker para MTV Buzzworthy llamó "impecable". New York Daily News con la escritora Rachel Maresca quien felicitó por nueva figura de Aguilera, "Se ve más feliz y más saludable que nunca mientras bops alrededor sonriendo de oreja a oreja en traje de baño mostrando su recortada propia figura", mientras que Allison Takeda de US Weekly comentó que el look de Aguilera en el vídeo es "delgada y hermosa". La escritura para el Daily Mail, George Stark comentó que tal vez el clip "puede disfrutar de una nueva vida". Malene Arpe para el Toronto Star fue positiva hacia el clip, llamándolo un "antídoto perfecto para dejar esta semana de pensar en el porno circo de Miley Cyrus/Robin Thicke (refiriéndose a la actuación de MTV Video Music Awards)". Ella continuó, "Aguilera de nuevo vídeo es tan dulce e inocente y lleno de buena voluntad hacia la humanidad, que le hará olvidar todo sobre los dedos twerking y espuma y la untuosidad inherente de Robin Thicke". Nina Terrero de NBC Latino comparado el vídeo de "Let There Be Love" al vídeo anterior de Aguilera para "Beautiful" (2002) por la misma imagen positiva de la comunidad LGBT.

## Presentación en vivo

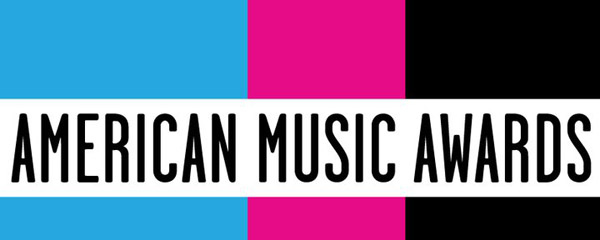
Christina Aguilera se presentó en los American Music Awards para interpretar un popurrí del álbum.

Aguilera se presentó en los American Music Awards 2012, celebrado en el Nokia Theatre en Los Ángeles, California. presentada por Gloria Estefan para interpretar «Lotus intro», «Army of Me» y para finalizar «Let There Be Love», aparte entró Pitbull para cantar una canción en solitario, y por último canto un pequeño pedazo de «Feel This Moment» junto con Christina Aguilera, por otra parte en Twitter rápidamente los temas Xtina, Christina Aguilera y Let There Be Love se convirtieron en Tema del Momento Global. Cabe mencionar que según MTV la presentación de Aguilera fue la mejor de la noche, superando a PSY, Justin Bieber, Kesha, Nicki Minaj, entre otros que estuvieron presentes. En una entrevista con MTV News, Aguilera reveló lo que el rendimiento sería similar y la dirección creativa detrás de él:
Es muy emocionante. Es, definitivamente, va a ser un reflejo de lo que significa Lotus para mí. Si usted toma esa portada del álbum y darle un pequeño giro rendimiento, voy a traer esa portada del álbum a la vida, así que va a ser muy divertido. No puedo dar demasiada información sobre las canciones, pero sin duda va a representar el disco porque el disco es muy capas. No representa "su cuerpo" como un solo tono. Tiene sus baladas,. Y todo lo que viene de un lugar muy sincero, muy arraigada ya sea para divertirse o ser vulnerables.
Christina Aguilera uso de un "fuller–figure" de vestuario "ceñía en corsé", diseñado por The Blonds, que también diseñan trajes de Lady Gaga, Leah Simpson para el Daily Mail escribió que Aguilera puso un "toque sexy en patriotismo con un traje de barras y estrellas y nos las arreglamos para conseguir algunos pulsos de carreras en el conjunto over-the-top". La actuación contó con rutinas de baile y bailarines vistiendo "bolsas que tenían las palabras "Freak" y "reina" sobre la cabeza". Bruna Nessif para E! Online describió la actuación como "interesante", y señaló que el tema "para celebrar a todos por lo que son", fue similar al contenido moral presentada en el álbum de Gaga Born This Way (2011). Como Aguilera terminó su actuación, estuvo acompañado en el escenario por Pitbull para interpretar su canción "Feel This Moment", en la que ella es la artista destacada.
El 20 de noviembre de mismo año Aguilera se presentó en The Voice (tercera temporada) —donde era la juez principal del mismo— cantando «Let There Be Love» junto con su equipo de The Voice llamados #TeamXtina, luciendo un cabello corto arriba de los hombros con puntas de color negro. A mediados de septiembre de 2013 Aguilera realizó un concierto privado donde interpretó un popurrí de "Let There Be Love", "Moves like Jagger" y "Feel This Moment".

## Formatos
Digitales
| Descarga |                     |          |  |
| N.º      | Título              | Duración |  |
| 1.       | «Let There Be Love» | 3:21     |  |

## Listas

### Semanales
| 2012                        |                               |    |
| Corea del Sur               | Gaon Chart                    | 92 |
| 2013                        |                               |    |
| Bélgica (Región de Flandes) | Ultratip Singles              | 5  |
| Bélgica (Región de Flandes) | Bélgica Top Dance             | 22 |
| Estados Unidos              | Billboard Hot Dance Club Play | 1  |

### Anuales
| Lista (2013)                                    | Posición |
| ----------------------------------------------- | -------- |
| Estados Unidos Hot Dance Club Songs (Billboard) | 2        |

### Sucesión en listas
| Predecesor: "Next to Me" de Emeli Sande | Billboard Hot Dance Club Play- sencillo número uno 1 de junio de 2013 "Let There Be Love" de Christina Aguilera | Sucesor: "Get Lucky" de Daft Punk con Pharrell Williams y Nile Rodgers. |

## Créditos y personal
Grabación
- Grabado en los estudios MXM, Estocolmo, Suecia.
- Voz grabada en The Red Lip's Room, Beverly Hills, CA.

Personal
- Escritores - Max Martin, Savan Kotecha, Bonnie McKee, Goldstein Oliver, Holter Oscar, Jakke Erixson
- Producción - Max Martin, Shellback
- Grabación - Shellback
- Vocal de grabación - Oscar Ramírez
- Coros ingeniero - Sam Holanda
- Programación y teclados - Shellback
- Teclados adicionales - Oscar Holter, Jakke Erixson, Max Martin

Los créditos y adaptación de las notas del Lotus se tomaron de RCA Records.